# 滋賀運輸支局

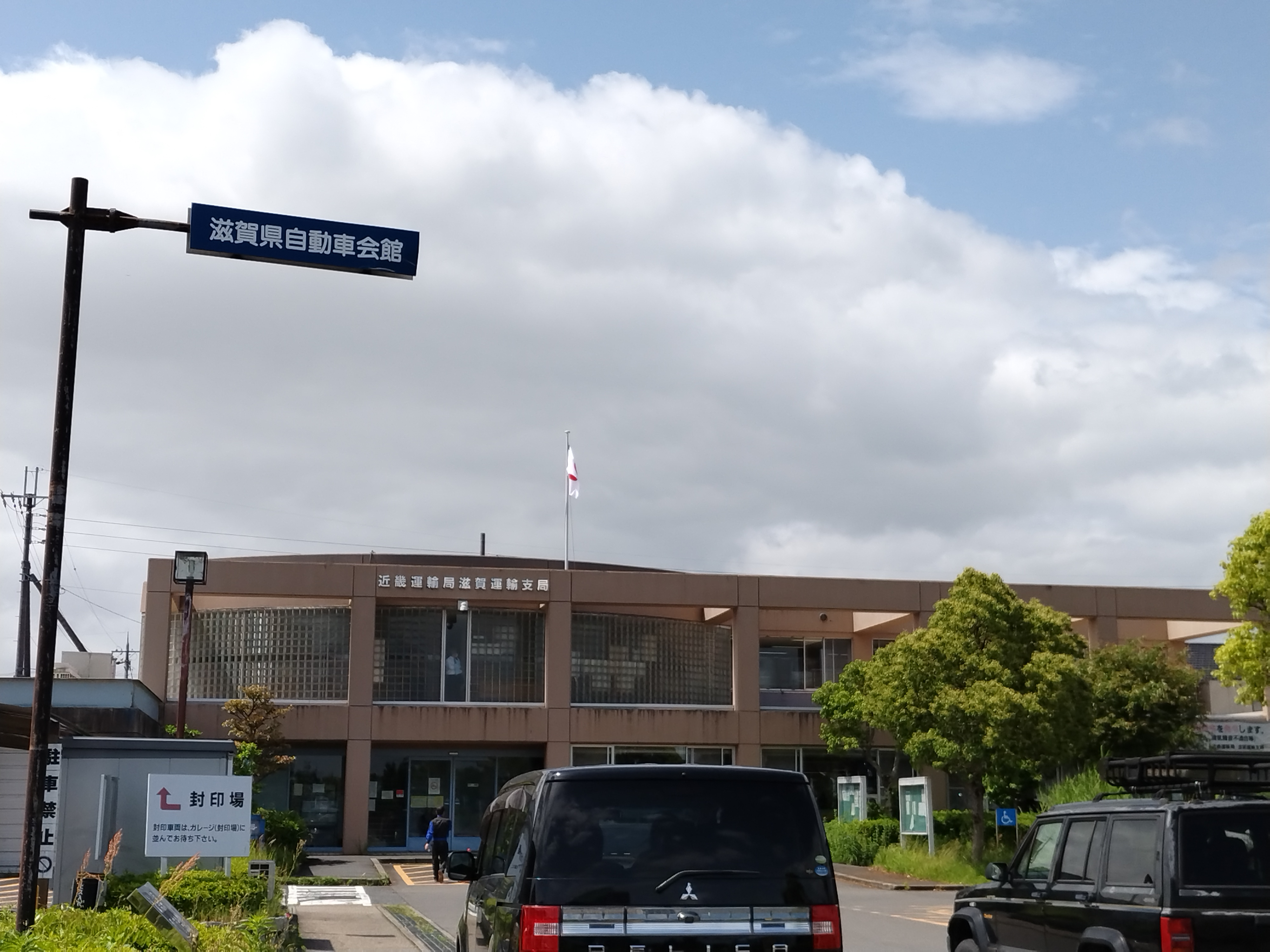
滋賀運輸支局局舎

滋賀運輸支局（しがうんゆしきょく）は国土交通省の46県にある運輸支局のひとつ。所在地は滋賀県守山市木浜町に所在する。
ここで交付されるナンバープレートは「滋賀」ナンバーになる。
1988年以前に交付されていたナンバープレートは「滋」ナンバーであった。

## 自動車登録管轄区域
滋賀県全域である。

## 交通アクセス
- JR東海道本線（琵琶湖線）守山駅から近江鉄道バスで滋賀運輸支局停留所下車。
- JR湖西線堅田駅から江若交通で滋賀運輸支局停留所下車。